# Route départementale 9 (Doubs)
La Route départementale 9,, (D 9 ou RD 9) est une route départementale française située dans le département du Doubs reliant Larnod aux Hôpitaux-Neufs.

## Trafic
Le tableau suivant montre le trafic moyen journalier annuel (en véhicules par jour) :
| Dates | Sections        | Sections                   | Sections                            | Sections                | Sections               | Sections                            | Sections                             | Sections                            | Sections                       | Sections                                           |
| Dates | RD 104 - RD 141 | RD 141 - RD 101 (Épeugney) | RD 101 (Épeugney) - RD 32 (Amancey) | RD 32 (Amancey) - RD 15 | RD 15 - RD 72 (Levier) | RD 72 (Levier) - RD 49 (Boujailles) | RD 49 (Boujailles) - RD 471 (Frasne) | RD 471 (Frasne) - RD 47 (Bonnevaux) | RD 437 - RD 45 (Saint-Antoine) | RD 45 (Saint-Antoine) - RN 57 (Les Hôpitaux-Neufs) |
| ----- | --------------- | -------------------------- | ----------------------------------- | ----------------------- | ---------------------- | ----------------------------------- | ------------------------------------ | ----------------------------------- | ------------------------------ | -------------------------------------------------- |
| 2009  |                 |                            |                                     | 1 483                   |                        |                                     |                                      |                                     | 3 670                          |                                                    |
| 2010  |                 |                            | 2 364                               |                         |                        | 1 022                               |                                      | 1 723                               |                                |                                                    |
| 2011  | 3 036           | 3 298                      |                                     |                         |                        |                                     | 1 413                                |                                     |                                |                                                    |
| 2012  |                 |                            |                                     |                         | 1 599                  |                                     |                                      |                                     |                                | 6 448                                              |
| 2014  | 2 554           | 3 016                      | 2 363                               | 1 445                   | 1 580                  | 1 257                               | 1 616                                | 2 101                               |                                | 6 679                                              |
| 2016  | 2 925           | 2 976                      | 2 415                               | 1 648                   | 2 113                  | 1 340                               | 1 638                                | 2 230                               | 4 889                          | 6 869                                              |